# Cem Özdemir
Cem Özdemir (vysl. přibližně džem ezdemir, nar. 21. prosince 1965, Bad Urach, Německo) je německý politik tureckého (Čerkesové) původu, prosazující tzv. zelenou politiku. Byl spolupředsedou strany Svaz 90/Zelení, a to společně se Simone Peter, oba však při stranických volbách roku 2018 na tyto funkce znovu nekandidovali. Byl poslancem Německého spolkového sněmu (Bundestag) v letech 1994–2002 a je jím opět od roku 2013. Europoslancem byl v letech 2004–2009. V letech 2021 až 2025 byl spolkovým ministrem výživy a zemědělství ve vládě Olafa Scholze.

## Život a práce

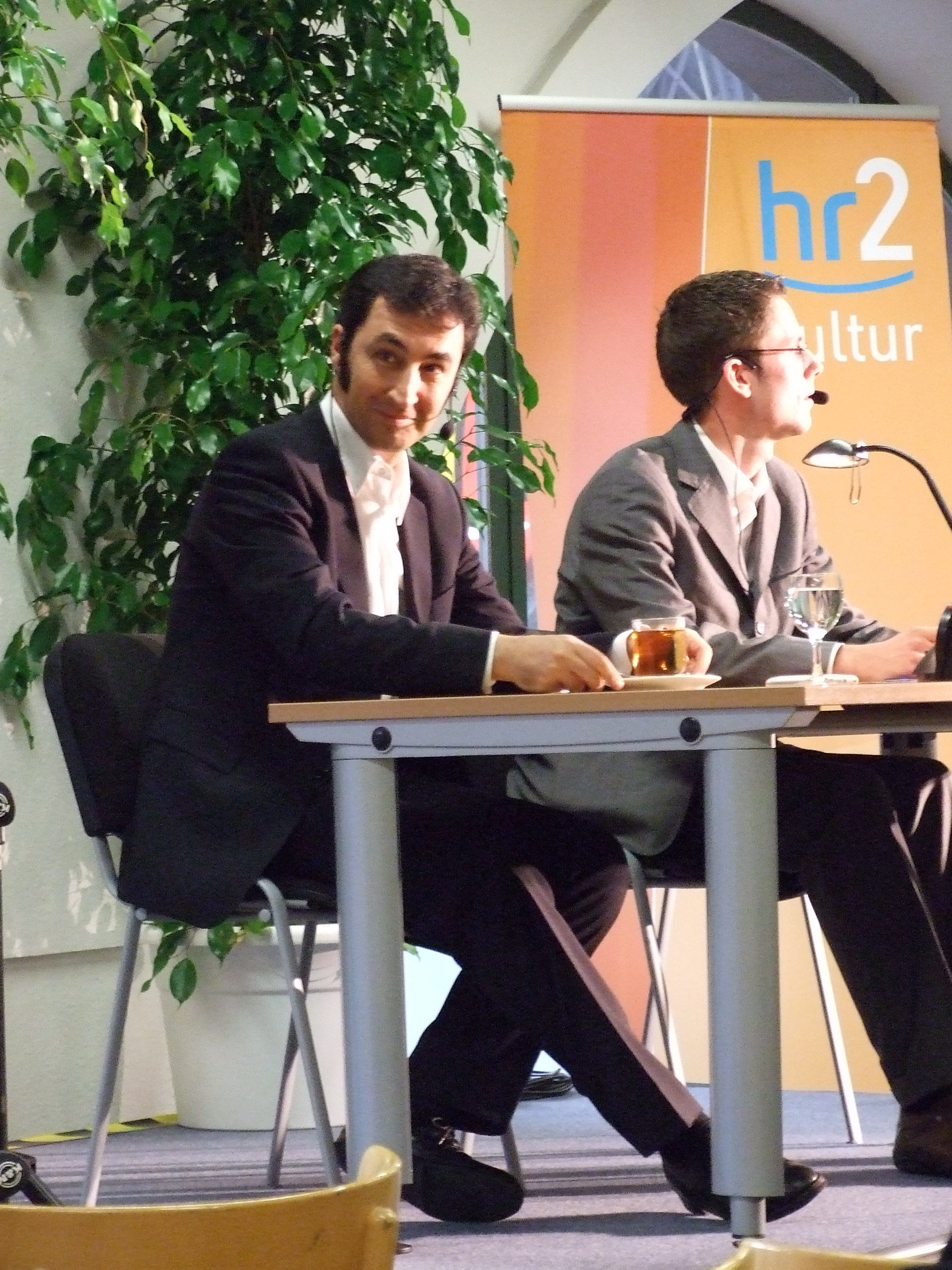
Cem Özdemir při prezentaci své nové knihy Die Türkei ve Frankfurtu nad Mohanem.

Cem Özdemir je synem čerkeských přistěhovalců z Turecka, v roce 1983 získal německé občanství. Vystudoval sociální pedagogiku na evangelické škole (Evangelische Fachhochschule für Sozialwesen) v Reutlingenu. Po ukončení studií v roce 1987 začal pracovat jako pedagog a novinář na volné noze.
Özdemir je umírněný muslim a je ženatý. Jeho manželkou je argentinská novinářka Pia Maria Castro, původem katolička. Mají dvě děti, které se jmenují Mia Rasha a Vito Yunus.

## Politická kariéra

### Svaz 90/Zelení
Od roku 1981 je členem německých Zelených. V červnu 2008 oznámil svou kandidaturu na post spolupředsedy strany. Jeho protikandidát Volker Ratzman z volby nakonec odstoupil. V listopadu 2008 byl s téměř 80% podporou zvolen spolupředsedou.

### Spolkový sněm
Ve Spolkovém sněmu zasedal mezi roky 1994–2002. V letech 1998–2002 byl „zeleným“ parlamentním mluvčím pro vnitroněmecké otázky.
V roce 2009 nebyl Özdemir zvolen do Spolkového sněmu. Jako kandidát ve volebním obvodu Jižní Stuttgart dosáhl sice značnou podporu s 29,9 % hlasů, avšak prohrál se Stefanem Kaufmannem z CDU.

### Evropský parlament
Özdemir byl mezi roky 2004–2009 členem Evropského parlamentu.